# Koppelinsaari (ö i Kymmenedalen)
Koppelinsaari är en ö i Finland. Den ligger i sjön Valkjärvi och i kommunen Fredrikshamn i den ekonomiska regionen  Kotka-Fredrikshamn  och landskapet Kymmenedalen, i den södra delen av landet, 130 km öster om huvudstaden Helsingfors. Öns area är 0,8 hektar och dess största längd är 150 meter i nord-sydlig riktning.